# Paul McHugh
Paul McHugh (* 12. Juli 1967 in Darwen, Blackburn) ist ein ehemaliger britischer Radsportler und 14facher britischer Meister im Bahnradsport.

## Sportliche Laufbahn
McHugh gewann 1984 den britischen Juniorentitel im Sprint. Im selben Jahr gewann er auch die Meisterschaft bei den Amateuren. Es folgten bis 1987 drei weitere Sprinttitel bei den Amateuren. Bei den Berufsfahrern wurde er zwischen 1989 und 1993 jeweils britischer Meister im Sprint sowie 1989, 1991, 1993 und 1994 im Keirin.
Er vertrat England bei den Commonwealth Games 1986 und wurde dort Vierter im Sprint, nachdem er im Lauf um Platz drei dem Schotten Eddie Alexander unterlag. Als Junior vertrat er Großbritannien bei Bahn-Weltmeisterschaften und wurde 1984 Fünfter sowie 1985 Vierter im Sprint. 1984 und 1986 siegte er im Grand Prix of Leicester, einem internationalen Turnier für Bahnsprinter.
McHughes betreibt seit 1988 ein Unternehmen im Bereich Computerspiele, TV-Werbung und Videoeffekte.

## Erfolge
1984
- Britischer Meister – Sprint (Junioren und Amateure)

1985
- Britischer Amateur-Meister – Sprint

1986
- Britischer Amateur-Meister – Sprint

1987
- Britischer Amateur-Meister – Sprint

1989
- Britischer Meister – Keirin, Sprint

1990
- Britischer Meister – Sprint

1991
- Britischer Meister – Sprint, Keirin

1992
- Britischer Meister – Sprint

1993
- Britischer Meister – Sprint, Keirin

1994
- Britischer Meister – Keirin